# Palazzo Castriota Scanderbeg
Il palazzo Castriota o palazzo del Tufo è un edificio di valore storico e architettonico di Napoli ubicato in via Santa Maria di Costantinopoli 101; costituisce un bell'esempio di architettura rinascimentale e barocca.

## Descrizione
L'edificio, che appartenne ai Castriota Scanderbeg, presenta una facciata ornata mediante un semplice parametro in mattoni con alto basamento sul quale si apre il portale a conci alterni in marmo. Successivamente, acquistato dal marchese Pisacane, il palazzo fu innalzato di un piano e fatto affrescare negli interni da Lorenzo Zecchetella.
Nell'interno s'aprono due ingressi che conducono al piano superiore; ai lati ci sono colonne aggiunte nel restauro settecentesco. Il marchese, inoltre, ingrandì il giardino, raggiungibile attraverso un androne del cortile, costituito da una fontana realizzata nel Settecento, è altamente scenografico, chiude la prospettiva dello stesso ambiente.
Nel palazzo, sulla parete destra, c'è il portale durazzesco appartenuto al palazzo Piscicelli che ornava l'ingresso della cappella gentilizia di Santa Maria di Mezzagosto. Fu qui trasferito nel 1889 per permettere la demolizione del palazzo; vi è un'epigrafe che commemora l'evento e che recita:

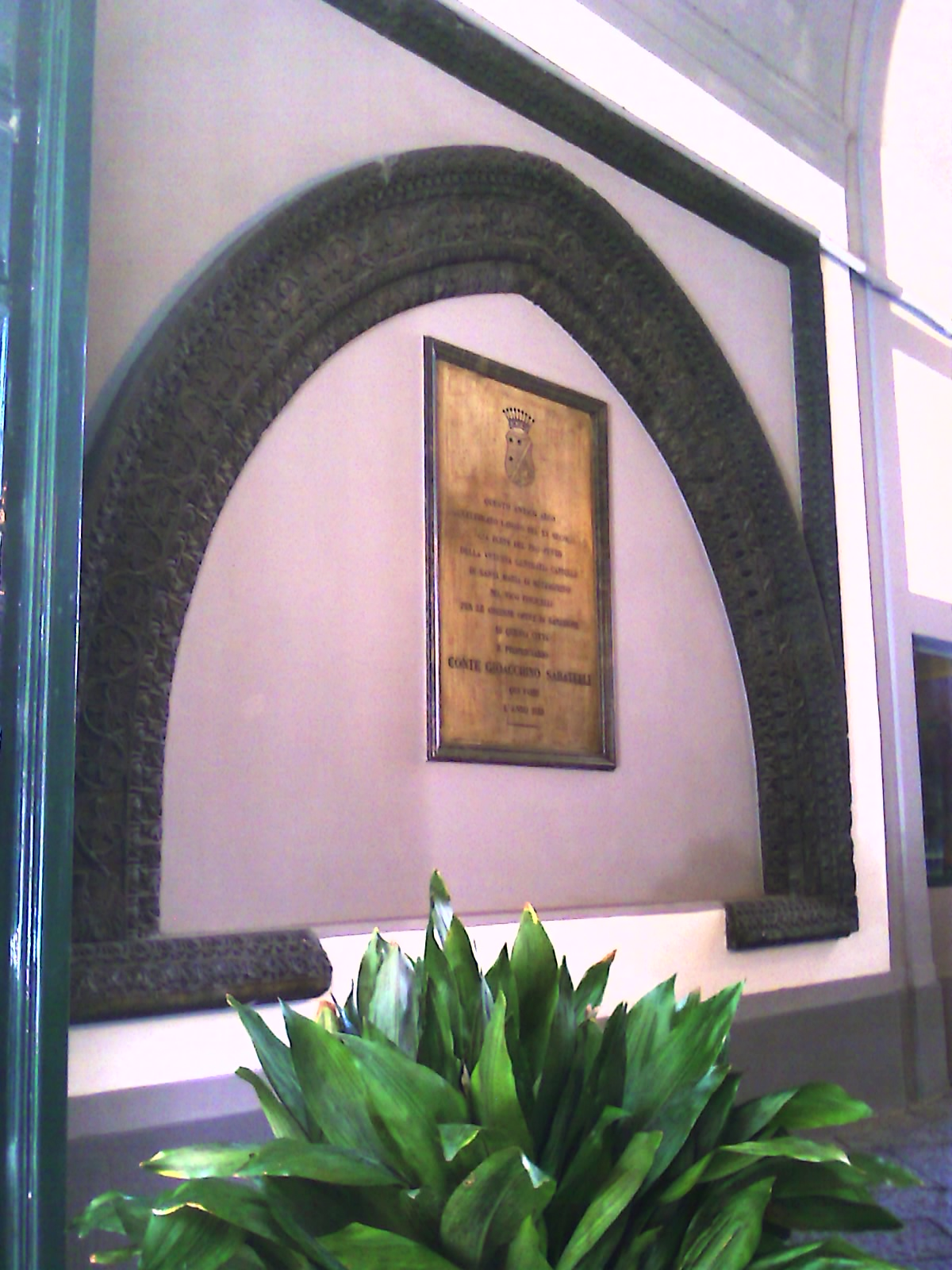
Portale di palazzo Piscicelli
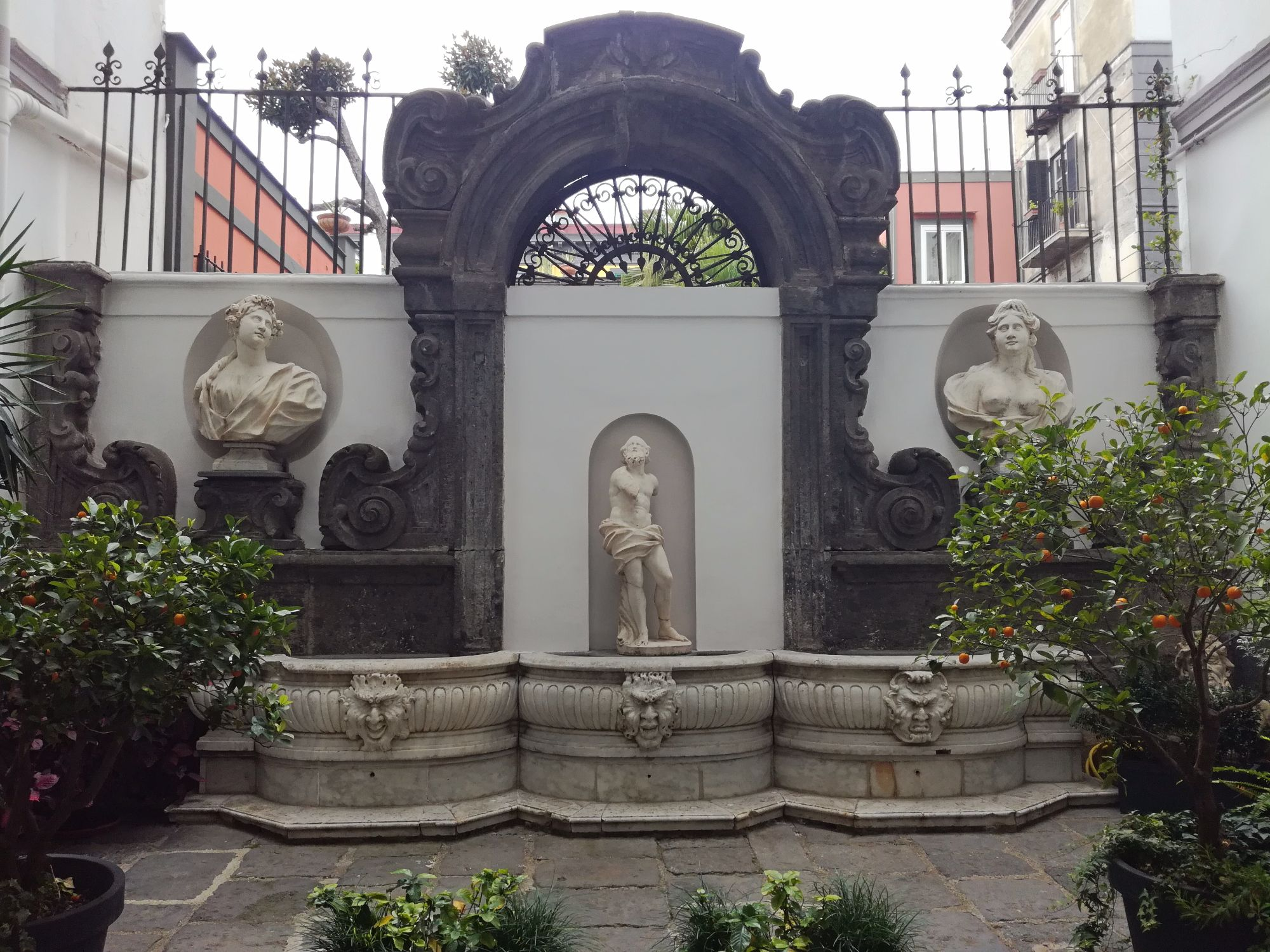
Il fondale del cortile: la fontana settecentesca